# Фракція Червоної Армії
Фракція Червоної армії (нім. Rote Armee Fraktion; RAF) — німецька ліворадикальна терористична організація міських партизанів, що діяла в Федеративній Республіці Німеччина та Західному Берліні.
Заснована у 1970 році Андреасом Баадером, Гудрун Енслін, Ульрікою Майнгоф, Ірмгард Меллер та іншими, організація була названа на честь революційних армій СРСР, Китаю та Куби. Організованою за зразком південноамериканських партизанських груп, таких як Тупамарос, члени RAF розглядали свою діяльність як міську партизанську війну, спрямовану проти державного апарату і класу буржуазії.
Організація відповідальна за вчинення 34 вбивств, серії банківських нальотів, вибухів військових і цивільних установ, викрадень та замахів на високопоставлених осіб.
Історія організації, яку також називають об'єднанням (нім. Vereinigung), нараховує, за оцінками різних дослідників, від 3 до 5 поколінь. У 1998 RAF офіційно заявила про саморозпуск.
Німецькі ЗМІ також визнають скоординованійсть дій, ідейний, організаційний та фінансовий зв'язок між RAF та близькосхідними палестинськими терористичними угрупуваннями, італійськими «Червоними бригадами», турецькими «Сірими вовками» та іншими «партизанськими рухами», що густо з'явилися у 1970-х роках та існували завдяки СРСР.
Згідно зізнанню колишнього керівника розвідки румунської державної спецслужби Секурітате Іона Михая Пачепи, що отримав політичний притулок у США, RAF фінансувалася і підтримувалася з боку КДБ СРСР в рамках таємної операції «Тайфун» з внутрішньої дестабілізації країн Західної Європи.

## Причини виникнення
На початок 1960-х років у Західній Німеччині і Західному Берліні виросло молоде повоєнне покоління, яке по-новому сформулювало питання моралі та етики щодо дій своїх батьків під час війни та правомірності існування Федеративної Республіки Німеччина в тій формі, в якій вона існувала на той момент. Нерідко світогляд молоді ставав причиною розмежування зі старшими поколіннями. Війна у В'єтнамі посилила неприязне ставлення деяких верств німецького населення до США. У великих університетських містах Західної Європи пройшли антиамериканські студентські демонстрації. На території ФРН виникли позапарламентська опозиція та Соціалістичний німецький союз студентів, які виступали з мирними протестами.
За власним визначенням, «Фракція Червоної армії» була революційним авангардом всередині опозиції державній владі і був покликаний здійснити світову революцію. Своє завдання група бачила у веденні збройної боротьби з американським імперіалізмом, в тому числі і в Західній Європі. З трьох поколінь RAF тільки перше користувалося деякою підтримкою населення. Симпатії з боку населення виражалися в акціях солідарності і організації розгалуженої системи напівлегальної підтримки тилового забезпечення, в першу чергу завдяки діяльності «Червоної допомоги». Про популярність ідей організації може говорити і той факт, що судовими захисниками терористів RAF першого покоління виступили відомі юристи. Друге покоління втратило колишню популярність: з одного боку цьому сприяло посилення поліцейського режиму в Західній Німеччині, з іншого — жорстокіші методи дії нового покоління RAF.
RAF являла собою порівняно невелику групу людей. Число лідерів, які очолювали групу і займалися активною підпільною діяльністю, за всю її історію з 1970-х по 1990-ті роки становило від 60 до 80 осіб. Число осіб, які безпосередньо не входили до угруповання, але надавали їй всіляку підтримку, становила близько 300 осіб.
Реакцією на злочини, вчинені RAF під час «Німецької осені», стало прийняття протягом 1977—1979 років ряду законів проти терористів, які обмежували особисті права громадян, однак були визнані легітимними з точки зору дотримання державно-правових принципів. У ході проведення терористичних актів і захоплень заручників члени «Фракції Червоної армії» убили 34 людини, багато осіб зазнало поранень. З боку організації за час її існування загинуло 20 осіб.
У німецьких ЗМІ організацію часто називали «групою Баадера-Майнгоф» («Der Spiegel») або «бандою Баадера і Майнгоф» («Bild-Zeitung»). Пізніше за нею закріпилася назва, обрана самими терористами на честь революційної армії Росії, — «Фракція Червоної армії» (нім. Rote Armee Fraktion; RAF).
Її історія налічує не одну зміну поколінь революціонерів-терористів, між якими, проте, практично не було фізичної наступності. Крім того, кожне нове покоління RAF відрізнялося від попереднього організаційною структурою і змінами в теорії та практиці ведення «боротьби за новий світ».

## Хроніка подій

### Перше покоління

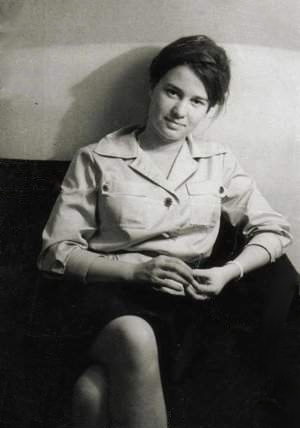
Ульріка Майнгоф. 1964

Хоча в деяких дослідженнях діяльності «Фракції Червоної армії» підпали супермаркетів у Франкфурті-на-Майні вважаються відправною точкою в історії групи, найчастіше датою створення RAF називають день втечі Андреаса Баадера з-під арешту, що відповідало точці зору самої організації. 14 травня 1970 року Баадер був доставлений в Берлінський інститут соціальних досліджень для зустрічі з журналісткою Ульрікою Майнгоф, яка добилася дозволу на інтерв'ю з ним під приводом написання книги про осіб, що перебувають під домашнім арештом. Застосувавши зброю і важко поранивши співробітника інституту Георга Лінке, Майнгоф і Баадер зникли разом з трьома іншими спільниками.
5 червня 1970 в журналі «Agit 883» під заголовком «Die Rote Armee aufbauen!» з'явилась перша офіційна заява RAF, написана Гудрун Енслін.
У період з червня по серпень 1970 року Андреас Баадер, Гудрун Енсслін, Ульріка Майнгоф, Горст Малер, Петер Гоманн, Бриґіта Асдонк і ще десяток членів групи пройшли підготовку у військовому таборі терористичного палестинського руху «ФАТХ».
У початковий період формування група заявила про себе скоєнням серії банківських пограбувань, нападів на інкасаторські машини і викраденням важливих документів. Їх метою було первісне нагромадження капіталу. Лише в 1971 році RAF виступила перед громадськістю з програмним документом «Концепція ведення міської партизанської війни» (нім. Das Konzept Stadtguerilla). Незадовго до цього по всій території ФРН розпочався широкомасштабний розшук членів групи, до складу якої входило близько 50 осіб. Лідерами першого покоління RAF вважаються Андреас Баадер, Гудрун Енслін, Гольгер Майнс, Ульріка Майнгоф і Ян-Карл Распе.
У 1972 році група вперше здійснила замах із застосуванням бомб. В результаті серії вибухів військових і державних об'єктів США, які перебували на території ФРН, було вбито 4 людини, ще понад 30 були поранені. У червні 1972 року особи, що грали ключову роль в групі, були арештовані.
17 січня 1973 року 40 членів RAF, що перебували під вартою, почали перше колективне голодування в знак протесту проти умов утримання. Заява про початок голодування, зроблена Андреасом Баадером на знак протесту проти ведення кримінального процесу проти Горста Малера, стала і вимогою «припинити застосування заходів ізолювання щодо політичних ув'язнених ФРН». Вимога виведення ув'язнених з системи «коридорів смерті» в першу чергу стосувалося Ульріки Майнгоф. 9 лютого вона була переведена в одиночну камеру в чоловіче відділення в'язниці Кельн-Оссендорфа, і 16 лютого голодовка була припинена.
Терористи скаржилися на нестерпні умови тюремного утримання. Називаючи його тортурами самотністю і вимагаючи її припинення, серед іншого вони намагалися отримати статус військовополонених. Свої вимоги вони підкріплювали голодуваннями, внаслідок однієї з яких у в'язниці Віттліха 9 листопада 1974 року помер Гольгер Майнс. Дії ув'язнених, підтримку яким надавали їхні адвокати, як, наприклад, пізніше постав перед судом Клаус Крусан, викликали широкий резонанс в середовищі лівих рухів. У число відомих адвокатів, які захищали терористів RAF першого покоління, входили згодом відомий політик Отто Шилі, який у 1998—2005 роках обіймав посаду пост міністра внутрішніх справ, і Ганс-Крістіан Штребель. Розповідь Горста Бубека, охоронця, який працював в одній з в'язниць, де містилися терористи RAF, і фотознімки, зроблені самими ув'язненими за допомогою таємно переданої їм фотокамери, поставили під сумнів твердження про надмірну суворість їх утримання під вартою і проведення над ними тортур самотністю.
Всупереч звичайним тюремним правилам, ув'язнені терористи, як жінки, так і чоловіки, розміщувалися на одному поверсі, але в окремих камерах. Під час «вільної години» ув'язнені мали можливість користуватися загальним тюремним двором. Їм дозволялося користуватися програвачами платівок, радіоприймачами й іноді телевізорами, їм також видавали сотні журналів і книг.
Незважаючи на порівняно легші умови утримання, терористам вдалося, зокрема за допомогою голодування, створити у громадськості враження, що їх ізолюють і катують. Вони представили себе жертвами системи правосуддя і домоглися широкої хвилі солідарності. Замість того щоб дозволити незалежну звітність про умови утримання у в'язницях, система правосуддя продовжувала ізолювати злочинців, тим самим підтримуючи таким чином міф про тортури в одиночних камерах.
У справу терористів RAF втрутилася світова громадськість в особі французького філософа-екзистенціаліста Жана-Поля Сартра, який спробував виступити посередником у суперечці між ув'язненими і урядом ФРН. 4 грудня 1974 року Сартр відвідав Баадера у в'язниці. Після розмови він залишив по собі негативний відгук про Баадера, а той в свою чергу різко засудив Жан-Поля Сартра. На пресконференції Сартр дистанціювався від RAF, назвавши її «шкідливою для лівих», але висловив солідарність з ув'язненими. Він розкритикував утримання Баадера і його соратників в одиночній камері, зазначивши, що «це не тортури, як у нацистів, але інший вид тортур — тортури, які повинні викликати психологічні розлади».
10 вересня 1974 в Західному Берліні розпочався процес над Ульрікою Майнгоф, Гольгером Майнсом і іншими терористами, що звинувачувалися в допомозі втечі з-під варти Баадера в 1970 році. Майнгоф намагалася використати судову трибуну для революційної агітації — тоді підсудним відмовили у всіх процесуальних правах, процес зробили закритим, свідків захисту відмовлялися викликати і заслуховувати в суді, а підсудні та адвокати таким чином перетворилися на спостерігачів. У відповідь 13 вересня члени RAF почали черговий голодний протест. Натомість голова Верховної судової палати Західного Берліна Ґюнтер фон Дренкман був непохитний і публічно називає підсудних «покидьками» і «скаженими собаками». 9 листопада Майнс помер від виснаження, а світлина його скелетоподібного тіла, опублікованого в газетах, призвела до того, що 10 листопада члени з західноберлінського «Руху 2 червня» вбили фон Дренкмана. 29 листопада 1974 року Майнгоф була засуджена до позбавлення волі строком на 8 років.
У травні 1975 року затримані були визнані винними в скоєнні пред'явлених їм злочинів, і в квітні 1977 року, після 192 днів судового розгляду, кожен із них був засуджений до довічного ув'язнення.

#### Смерть у в'язниці «Штамгайм»
Лідери першого покоління РАФ померли протягом 1976—1977 рр.. в штутгартської в'язниці «Штамхайм», в зоні, призначеній для утримання особливо небезпечних злочинців. 9 травня 1976 Ульріка Майнгоф, згідно з офіційною версією, вчинила самогубство: з клаптиків носової хустки вона сплела мотузку і повісилася на рамі вікна у власній камері. «Ульріка Майнхоф» повісилася «у своїй камері незрозуміло як (стеля була в 4 метрах від підлоги) і невідомо коли (в одних офіційних документах сказано, що 8 травня 1976 р., а в інших — що 9 травня; це при тому, що Майнгоф перевіряли кожні 15 хвилин і обшук у камері проводився 2 рази на добу). Вважають, що Майнгоф не могла накласти на себе руки саме 8 травня (вважається днем перемоги над нацистською Німеччиною в Західній Європі) або 9-го (цю дату ліві у ФРН — так само, як і в СРСР — святкували як День перемоги над фашизмом). Ще показовішим є те, що церква відмовилася визнати Ульріку Майнхоф самогубцем — і поховала її в церковній огорожі». Після серії невдалих спроб визволити з в'язниці інших терористів (викрадення Шлейера, викрадення літака групою арабських екстремістів з 4 чоловік), зроблених представниками другого покоління РАФ, Андреас Баадер, Ґудрун Енслін і Ян-Карл Распе були знайдені мертвими у своїх камерах. За версією слідства, Баадер і Распе застрелилися з пістолетів, пронесених в їхні камери адвокатами. Як стало відомо пізніше, Баадер «застрелився» з пістолета, нібито стріляючи сам собі в потилицю, та ще й з правої руки, хоча був лівшею. Крім того, Бриґіта Монхаупт, звільнившись, розповіла, що у в'язниці, де утримувалися лідери RAF, були вжиті безпрецедентні заходи безпеки. Таким чином, пронести всередину в'язниці пістолет, та ще й не один, представляється абсолютної фантастикою. За версією слідства, Енсслін повісилася на кабелі електричної проводки. Ірмгард Меллер завдала собі 8 ножових поранень в область серця з допомогою ножа, що входив до числа приладів для прийняття їжі. Рани виявилися не смертельними.

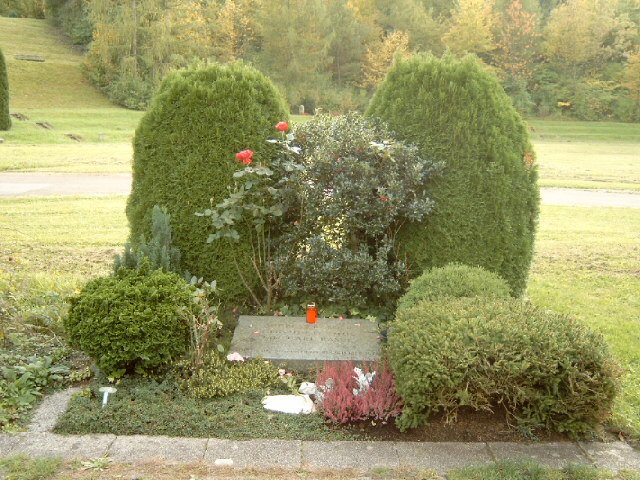
Могила А. Баадера, Я.-К. Распе і Ґ. Енслін

Відразу ж після офіційного оголошення про колективне самогубство, виник сумнів у тому, що це дійсно самогубство. Проведений урядом розтин тіл не підтвердив версію про насильницьку смерть. Однак Ірмгард Меллер досі наполягає на тому, що ніякої домовленості про колективне самогубство серед терористів не було і що отримані нею рани не були нанесені нею самою.
У 1977—1978 рр. Європейська комісія розслідувала обставини загибелі ув'язнених «Штамхайма» і не змогла знайти доказів, що спростовують факт колективного самогубства. Результати експертизи були розсекречені наприкінці 1990-х рр. З тих пір версія про колективне самогубство є офіційно визнаною.
Адже ніхто так і не зміг пояснити, як це У.Майнгоф навчилася левітувати: адже тільки за цієї умови можна злетіти під 4 метри, щоб повіситися. Ніхто так і не пояснив, чому у «самогубці» Майнгоф відсутні обов'язкові при самогубстві за допомогою повішення ознаки: приплив крові до голови і пошкодження шийних хребців. Як вона змогла повіситися на саморобній мотузці, яка не витримувала вагу людини?
Ніхто не пояснив, звідки в камері, яку охороняли і постійно обшукували, міг взятися пістолет, яким нібито застрелився Баадер, — і чому лівша Баадер стріляв в себе правою рукою, та ще й в потилицю? Як він примудрився занести пістолет довжиною 17 см за голову на відстань 40 см і зробити прицільний постріл? Чому на потилиці не залишилося опіку і слідів порохових газів, які відповідають цим 40 см? А якщо постріл був зроблений з пістолета з глушником, куди подівся глушник? Чому, нарешті, з пістолета було зроблено три постріли? Такий же список питань існує і по кожному з «самовбивць».

### Друге покоління
Друге покоління терористів РАФ сформувалося після арешту більшої частини представників першого покоління, які, навіть перебуваючи у в'язниці, продовжували чинити значний пропагандистський вплив на співчуваючих. Багато членів другого покоління РАФ були вихідцями з утвореного 12 лютого 1970 «Соціалістичного колективу пацієнтів».
27 лютого 1975 за 3 дні до початку проведення виборів до палати депутатів головний кандидат від берлінського представництва ХДС Петер Лоренц був викрадений учасниками «Руху 2 червня». Викрадачі зажадали звільнення ув'язнених терористів. Федеральний уряд в перший і останній раз погодилося виконати таку вимогу. На вимогу викрадачів, Верена Беккер, Габріель Крехер-Тідеманн, Інгрід Зіпманн, Рольф Хайслер і Рольф Поле були вислані в місто Аден (Південний Ємен). 4 березня на свободу вийшов Лоренц. Той факт, що деякі з відпущених на свободу згодом повернулися до терористичної діяльності, змусив федеральний уряд відмовитися від яких би то не було переговорів з терористами надалі.
Пам'ятаючи про наслідки лютневих подій, представники другого покоління РАФ були готові добиватися своєї мети будь-якою ціною. 24 квітня 1975 терористи захопили посольство ФРН в Стокгольмі, вимагаючи звільнення лідерів групи.
7 квітня 1977 було скоєно вбивство Генерального прокурора ФРН Зігфріда Бубака і двох його охоронців Вольфганга Гебеля і Георга Вюрстера. У той час коли Бубак в своєму «Мерседесі» прямував на роботу, автомобіль піддався озброєному нападу. 15 патронів були випущені з пістолета-кулемета злочинцем, що рухався поруч на мотоциклі. Відповідальність негайно взяло на себе підрозділ РАФ імені Ульріки Майнгоф. На сьогодні доведено причетність до злочину Крістіана Клара, Кнута Фолькертса, Гюнтера Зонненберга і Бригіти Монхаупт. Хто саме керував мотоциклом і хто зробив постріли, досі невідомо.
30 липня 1977 було скоєно вбивство президента «Дрезденер-банку» Юргена Понто. Член РАФ Сюзанна Альбрехт скористалася особистим знайомством з банкіром, щоб проникнути в його заміський будинок в околицях Франкфурта-на-Майні. Альбрехт, Бригіта Монхаупт і Крістіан Клар мали намір разом викрасти банкіра. Однак Понто вчинив опір. Клар вистрілив у нього, потім Монхаупт, зробивши 5 пострілів, вбила пораненого. Монхаупт, Клар і Альбрехт зникли з місця злочину на автомобілі, яким керував Петер-Юрген Боок. Наступного дня відповідальність за вбивство взяв на себе підрозділ РАФ «Червоний світанок».
5 вересня 1977 в Кельні був викрадений голова західнонімецького союзу промисловців Ганс-Мартін Шлейера, колишній офіцер СС. Його утримували в полоні до 18 жовтня 1977. Викрадачі вимагали звільнення терористів першого покоління.
Федеральний уряд, очолюваний Гельмутом Шмідтом, вирішив не піддаватися на провокації терористів. З метою здійснення тиску на федеральний уряд 13 жовтня 1977 група палестинських екстремістів викрала пасажирський літак «Ландсхут» авіакомпанії «Люфтганза» з 90 пасажирами на борту. На вимогу загарбників літак прослідував до столиці Сомалі Могадішо. Операцію зі звільнення заручників провели співробітники спеціального загону ГСГ-9 федеральної прикордонної охорони.
Через кілька годин після завершення операції зі звільнення заручників Баадер, Енсслін і Распе були знайдені мертвими у своїх камерах у в'язниці «Штамхайм». Ганс-Мартін Шлейер був розстріляний, як тільки його викрадачі дізналися про смерть в'язнів. Його тіло було знайдено 19 жовтня 1977 в м. Мюлуз у Франції. Ті з причетних до викрадення, хто дожив до нашого часу, як і раніше тримають ім'я вбивці в таємниці.
Терористи РАФ другого покоління пізніше користувалися фінансовою підтримкою і допомогою в організації бойових акцій з боку НДР. Служба державної безпеки НДР сприяла переїзду деяких членів РАФ в НДР, де вони жили під чужими іменами. Після об'єднання ФРН і НДР підробка була розкрита. Сюзанна Альбрехт, Вернер Лотце, Еккехарт Фрайхерр фон Зеккендорф-Гуден, Крістіан Дюмляйн, Моніка Хельбінг, Зільке Майер-Вітт, Хеннінг Беер, Зігрід Штернебекк і Ральф-Баптист Фрідріх понесли покарання за терористичну діяльність. В силу закінчення терміну давності злочинів, скоєних Еккехартом Фрайхерром фон Зеккендорфом-Гуден та Крістіаном Дюмляйном, і враховуючи їх готовність співпрацювати зі слідством, в кримінальних справах вони фігурували як головні свідки.

### Третє покоління
Третє покоління РАФ, яке, за даними відомства з охорони конституції, налічувало до 250 чоловік, займалося проведенням диверсійних актів та вчиненням вбивств високопоставлених чиновників, політиків і бізнесменів. Керували групою 15-20 чоловік. Починаючи З травня 1982 року характер діяльності РАФ різко змінюється. Боротьба за звільнення ув'язнених товаришів поступається місцем тактиці спланованих озброєних нападів. Взято курс на зближення з іншими західноєвропейськими терористичними течіями — Пряма дія у Франції, Червоні бригади в Італії, Воюючі комуністичні осередки в Бельгії.
9 липня 1986 в Штрасслаху були вбиті директор компанії Siemens AG Карл-Хайнц Бекурт і його водій Еккхард Гропплер. Автомобіль був підірваний членами підрозділу РАФ ім. Мара Каголь. Єдиний підозрюваний у справі про вбивство, Хормт-Людвіг Майер, був убитий поліцією у Відні в 1999 році в ході перестрілки, що зав'язалася.
30 листопада 1989 було скоєно замах із застосуванням вибухових речовин на директора «Дойчебанку» Альфреда Херрхаузен в Бад-Хомбург. Вибухівка була прикріплена до розібраного велосипеда, який лежав на узбіччі дороги перед виїздом з гаража. Шофер отримав незначні поранення. Виконавці злочину досі невідомі.
1 квітня 1991 був убитий президент союзу німецької промисловості Детлев-Карстен Роведдер. Його дружина отримала поранення. Виконавці злочину не були встановлені. Через 10 років федеральне управління кримінальної поліції висунуло версію про причетність до вбивства Вольфганга Грамса на підставі результатів аналізу ДНК знайденої на місці злочину волосини.
27 червня 1993 спеціальним підрозділом GSG 9 федеральної прикордонної охорони в Бад-Клайні була проведена операція із затримання членів РАФ Вольфганга Грамс та Біргіт Хогефельд. В результаті перестрілки, що зав'язалася загинули Грамс і 26-річний співробітник GSG 9 Міхаель Невжелла.
15 вересня 1999 австрійська поліція спробувала заарештувати Андреу Клумп і Хорста-Людвіга Майера. У ході перестрілки, що зав'язалася Майер загинув. Поліція мала відомостями про його причетність до вбивства Беккурта. Однак через його смерть кримінального розгляду у справі про вбивство Беккурта не відбулося. Характер причетності Клумп до діяльності РАФ досі незрозумілий. У результаті судового розгляду вона була визнана невинною.
Журналісти Герхард Вишневський, Вольфганг Ландгребер і Еккехард Зікер в 1992 р. у своєму телевізійному нарисі «Brennpunkt», який транслювався на каналі ARD, спробували поставити під сумнів існування третього покоління РАФ. Приписувані йому злочини, на думку журналістів, було інсценовано співробітниками спецслужб. У спеціальній літературі ця точка зору отримала назву теорії змови, проте не була визнана дійсною.

### Саморозпуск РАФ
Владі ФРН так і не вдалося розгромити РАФ, організація, змінивши п'ять поколінь, сама заявила з підпілля про припинення збройної боротьби в квітні 1998 р. — у зв'язку з тотальною зміною обстановки у світі.
20 квітня 1998 федеральне управління кримінальної поліції в м. Вісбаден отримало поштою 8-сторінковий документ, визнаний експертами справжнім, в якому РАФ заявив про свій саморозпуск:

"Майже 28 років тому, 14 травня 1970 р., в ході визвольної боротьби виник РАФ. На сьогодні проект можна вважати завершеним. Партизанська війна в тій формі, в якій її вів РАФ, вже історія ".

Текст супроводжує список з 26 імен загиблих членів РАФ та їх соратників з «руху 2 червня» та «Революційних осередків».
Заява завершується словами Рози Люксембург: «Революція каже: „Я була, є і буду тривати“».

## Концепція РАФ
Роботи, написані членами РАФ (в основному, першого покоління) дозволяють судити про РАФ як про радикальну революційно-соціалістичну групу. Ідеологія групи частково ґрунтується на неомарксизмі «Франкфуртської школи», хоча її представники ніколи не пропагували тероризму. У своїх працях члени РАФ також відштовхуються від ідей марксизму-ленінізму. Крім цього, помітні і маоїстські тенденції. Тому РАФ деколи називають терористами від неомарксизму. Сучасні дослідники вважають такий підхід надто вузьким.
Члени РАФ відчували ненависть до державного апарату ФРН, до «системи», як вони його називали. Вони приписували розвитку західноєвропейського суспільства, як це робили до них представники студентської позапарламентської опозиції, нацистські тенденції і вважали, що націонал-соціалістське минуле продовжує чинити прямий вплив на сучасність ФРН.
Активісти РАФ розглядали націонал-соціалістську диктатуру під кутом зору класової боротьби і гноблення пролетаріату. 1933 вважається насамперед роком «Скріплення капітуляції пролетаріату», а не початком диктатури.

«Фашизм вбив кадрового робітника і обеззброїв якраз не в боротьбі, а давно і в концентраційних таборах.»

З точки зору РАФ після кінця війни Німеччина нічого не виграла: навпаки після 1945 року становище німецького народу швидше погіршився, тому що американська окупаційна влада заволоділа Західною Німеччиною як колонією.

«Нюрнберзький процес був тільки на руку союзникам. У Потсдамі був обговорений з Радянським Союзом, так як це було політично-пропагандистським угодовством.»

«Для окупантів мова йшла про те, щоб після психологічного впливу техніками придушення виховати в німцях демократію — тобто змінити культуру і, перш за все, не тільки змінити, а зламати історичне розуміння, свідомість історичного існування і німецької ідентичності.»

Представники першого покоління на чолі з Ульрікою Майнгоф розробили теорію революційного радикалізму.
Ульріка Майнгоф написала такі рядки в виправдання запуску в 1967 р. агітаційних ракет на територію розташування американських військових частин, що мала на меті закликати солдатів до дезертирства і відмови від участі у війні у В'єтнамі:

«Розв'язання війни у В'єтнамі восени 1967 р. стало сигналом до ескалації насильства для лівих рухів по всьому світу … Війна, яку ведуть США, носить підкреслено імперіалістичний характер і повинна служити підтвердженням їх світового панування: в Азії, Африці, Європі та Південній Америці. Постає питання: чи може простий вислів протесту проти цієї війни говорити про демократичну самосвідомість? Вбивства жінок і дітей, знесення лікарень і шкіл, знищення посівних площ і найважливіших галузей промисловості, які будуть відбуватися „до тих пір поки вони не почав благати про пощаду“ — все це ставить питання про ефективність влаштовуваних з дозволу поліції демонстрацій, поліції, яка посилає свої вертольоти до В'єтнаму і в жодному разі не допустить того, щоб демонстрації дійсно вплинули на політику прийняття рішень…»

Навесні 1971 р., за 2 місяці до здійснення першого замаху із застосуванням бомб — нальоту на штаб-квартиру армії США у ФРН (Франкфурт-на-Майні), який представники РАФ назвали відповіддю на початок застосування сили у В'єтнамі, РАФ сформулювала «Концепцію ведення міської партизанської війни» (нім. Das Konzept Stadtguerilla). За зразком партизанських рухів у Латинській Америці, в першу чергу Тупамарос в Уругваї, активісти РАФ мали намір вести підпільну збройну боротьбу, іншими словами «міську партизанську війну», проти «системи», проти «панівного капіталістичного режиму» і «американського імперіалізму».
У 1972 р. з-під пера Ульріки Майнгоф виходить третя праця під заголовком «Чорний вересень в Мюнхені — до стратегії боротьби з імперіалізмом» (Die Aktion des Schwarzen September in München — Zur Strategie des antiimperialistischen Kampfes).
У 1977 р. офіційно видана 600-сторінкова книга текстів РАФ «Texte: der RAF», складена з теоретичних робіт РАФ і коментарів до проведених членами РАФ каральних процесів.
У травні 1982 р. в світ виходить програмна книга РАФ під заголовком «Партизанська війна, повстання і антиімперіалістичний фронт» (Guerilla, Widerstand und antiimperialistische Front), відома також як «Майська програма» (Mai-Papier). Після 5-річного мовчання книга була першою і дотепер єдиною програмною працею РАФ. У ній були враховані помилки «Німецької осені» і проголошено нове гасло «Партизанська війна і повстання — фронт». Автори описали західноєвропейський антиімперіалістичний фронт, який, на їхню думку, ще мав виникнути, і те, як в його рамках могла б протікати координаційна діяльність по розробці військових проектів.

### Критика методів РАФ
Теорія РАФ і методи втілення її на практиці за часів їх появи зазнали критики з боку деяких лівих інтелектуалів. Так, наприклад, у своїх щоденниках Руді Дучке говорив про «дурниці РАФ»:

«РАФ залишив за собою брудні сліди всюди. Схоже, що уряд, зокрема коаліція ХДС та ХСС, одружилася на РАФ, взявши в придане все його лайно, щоб зупинити класову боротьбу!»

Після захоплення активістами РАФ посольства ФРН в Стокгольмі Герберт Маркузе, чиї ідеї найбезпосереднішим чином вплинули на студентські рухи, в інтерв'ю каналу ARD на питання, чи може РАФ закликати його до своїх лав і чи діють терористи з глибоких політичних переконань, відповів :

«Я досі вважаю себе марксистом. Марксизм відкидає терор … індивідуальний чи терор групи … як засіб революційної боротьби. Якщо дивитися суб'єктивно на діяльність РАФ, то можна прийти до висновку, що терористи вважають свої дії політичними заявами. Якщо ж дивитися об'єктивно, то це зовсім не так. У разі якщо політична акція тягне за собою смерть невинних, то політична акція, в її суб'єктивному розумінні, перестає бути такою і перетворюється на злочин».

Глава Китайської Народної Республіки Мао Цзедун ставився до РАФ з іронією. Лідер китайських комуністів стверджував, що, вирішивши створити Червону Армію, німецькі радикали «переплутали Китай 1927-го і Німеччину 1972-го».

## Арешти
Досі залишається під вартою тільки один член РАФ — Бірґіт Хогефельд (з 1993 р.), але з серпня 2009 р. вона отримала можливість щоденно залишати в'язницю з умовою, що ночувати, як і раніше, буде в камері. У цей час вийшла на свободу. Єва Хаула провела у в'язниці 21 рік і була звільнена достроково 21 серпня 2007 Хана Крабі перебувала в ув'язненні з 1975 по 1996 рр.. Рольф Клеменс Вагнер, чия активна участь в РАФ припадає на 1970-ті рр., після 24 років звільнилася з в'язниці 9 грудня 2003, засуджена до довічного ув'язнення, Адельхайд Шульц, яка окрім участі у вчиненні інших злочинів, була причетна до викрадення Шлейера, а 1 лютого 2002 р. указом бундеспрезидента Йоханнеса Рау була помилувана. Зважаючи на слабке здоров'я, в жовтні 1998 р. Шульц була відпущена з-під варти. У жовтні 2001 р. довічне ув'язнення, до якого Рольф Хайслер був засуджений в 1982 р., було замінено умовним звільненням. У 2001 р. екс-терористка Андреа Клумп також були відпущена на свободу. Вона заперечує свою причетність до РАФ. 12 лютого 2007 Верховний земельний суд у Штуттгарті виніс рішення про звільнення 57-річної Бригіти Монхаупт з в'язниці умовно-достроково. Рішення 5-й кримінальної палати суду вступило в силу 27 березня 2007 р., в день, коли минуло 24 роки перебування Монхаупт в тюремному ув'язненні. Після 24-річного терміну відбування довічного покарання, відповідно до норм німецького права, ув'язнений має право на клопотання про умовно-дострокове звільнення, якщо встановлено, що він більше не становить небезпеки для суспільства.
19 грудня 2008 в Німеччині після 26 років, проведених у в'язниці, вийшов на свободу колишній член «Фракції Червоної армії» Крістіан Клар. Звільнення Клара планувалося на 3 січня 2009 року, однак він вийшов достроково. Повідомляється, що у в'язниці Клар працював, і дні, що залишилися, були скорочені в рахунок накопиченої відпустки.

## Акції РАФ
- 1968, 2 квітня — вибух у супермаркеті Франкфурта-на-Майні.
- 1970 — серія пограбувань («експропріацій») банків.
- 1975, 24 квітня — захоплення посольства ФРН у Стокгольмі.
- 1975, 21 грудня — захоплення штаб-квартири ОПЕК в Відні.
- 1976, 27 червня — викрадення пасажирського літака в Ентеббе (Уганда). Спільно з НФОП. (Див. «Операція «Ентеббе»»).
- 1977, 7 квітня — вбивство генерального прокурора ФРН Зігфріда Бубака (нім. Siegfried Buback[de]) в Карлсруе. Імовірно, у цій акції взяли участь чотири активісти РАФ — Крістіан Клар, Кнут Фолькертс, Гюнтер Зонненберг і Бригіта Монхаупт.
- 1977, 30 липня — невдала спроба викрадення голови «Dresdner Bank» Юргена Понто (нім. Jürgen Ponto[de]), в результаті якої банкір отримав п'ять вогнепальних поранень і незабаром помер. Операція проводилася в Оберурзелі, в ній взяли участь три члени Фракції Червоної Армії — Сюзанна Альбрехт, Бригіта Монхаупт і Крістіан Клар.
- 1977, 5 вересня — в центрі Кельна відбувся напад і викрадення президента Союзу роботодавців ФРН, а також колишнього офіцера СС Ханса Мартіна Шляйера. При нападі гине вся його охорона (3 офіцери поліції) і водій. Надалі заручник був убитий (18 жовтня), його тіло було виявлено 19 жовтня на автостраді, що веде в Мюлуз.
- 1977, вересень — викрадення авіалайнера компанії «Lufthansa» в Могадішо (Сомалі). Німецький підрозділ спецназу «GSG 9» взяло штурмом літак і звільнило заручників.
- 1977, 22 вересня — перестрілка в одному з барів Утрехта, в ході якої 46-річний нідерландський поліцейський Арі Краненбург був застрелений членом Фракції Червоної Армії Кнутом Фолькертсом.
- 1981, 11 травня — у Франкфурті-на-Майні убитий міністр економіки федеральної землі Гессен — Хайнц Херберт Каррі.
- 1981, 31 серпня — напад на базу ВПС США в Рамштайні. 18 військовослужбовців отримали важкі поранення.
- 1981, 15 жовтня — в Гейдельберзі замах на командувача сухопутними силами в Європі американського генерала Фредеріка Креза. Генералу вдалося вижити.
- 1985, зима — під Мюнхеном розстріляний голова правління концерну МТУ — Ернст Циммерман.
- 1985, літо — у Франкфурті, на американській військовій базі, підірваний начинений вибухівкою автомобіль. Двоє військовослужбовців загинули, більше тридцяти — поранені.
- 1986, 9 липня — поблизу Мюнхена вибух забрав життя члена правління концерну «Сіменс» Карла Хайнца Бекуртса.
- 1986, 10 жовтня — в передмісті Бонна застрелений керівник політичного департаменту МЗС ФРН Герольд фон Браунмаль.
- 1989, 30 листопада — терористичний акт, що спричинив смерть глави «Дойче банку» Альфреда Херрхаузен.
- 1990, 27 липня — спроба замаху на статс-секретаря МЗС ФРН Ханса Нойзеля.
- 1991, 2 квітня — на околиці Дюссельдорфа застрелений голова берлінського Опікунської відомства Детлеф Карсен Роведдерт.
- 1993 — вибух в'язниці в Дармштадті.

## РАФ у кінематографі
- Червоний терор («Baader») — художній фільм, присвячений становленню РАФ. Режисер: Кріс Рот. У головних ролях Френк Гірінг, Лаура Тонке, Хіннерк Шонеманн. Прем'єра — 15 лютого 2002 р.
- Stammheim — Die Baader-Meinhof-Gruppe vor Gericht [Архівовано 11 серпня 2011 у Wayback Machine.] — художній фільм, присвячений процесу над лідерами РАФ. Прем'єра — 30 січня 1986 р. Режисер: Райнхард Гауфф (Reinhard Hauff). У ролях: У.Тукур (Андреас Баадер), Т.Аффольтер (Ульріка Майнгоф), С.Вегнер (Ґудрун Енслін), Г.Кремер (Карл Распе) та ін
- «Третє покоління»[en] — художній фільм, присвячений терористичній групі, що нагадує РАФ (у картині висловлюється думка про те, що діяльність подібних організацій грає на руку капіталістичній системі, бо в моменти ескалації лівого тероризму у неї з'являється виправдання для подальшого проведення політики «закручування гайок»). Режисер Райнер Вернер Фассбіндер. У головних ролях: Гаррі Баер, Харк Бом, Марґіт Карстенсен, Едді Костянтин. Прем'єра — 13 травня 1979 р.
- Р. В. Фассбіндер, Фолькер Шльондорф, Олександр Клюге та ін. «Німеччина восени» 1978 р. / Deutschland im Herbst. (ФРН, 1978 р.) Документальний фільм-реконструкція про міську партизанської війни РАФ. Акції, викрадення, похорон товаришів і ін
- «Легенди Ріти» (оригінальна назва «Die Stille nach dem Schuss» — Тиша після пострілу) — художній фільм, присвячений терористичній групі, нагадує (зокрема епізод з втечею з тюрми) групу Баадера-Майнгоф . Режисер Volker Schlöndorff (Фолькер Шльондорф). У головних ролях Bibiana Beglau: Rita Vogt, Nadja Uhl: Tatjana, Martin Wuttke: Erwin Hull, Harald Schrott: Andreas Klein. Рік виходу на екран — 2000.
- Der Baader Meinhof Komplex [Архівовано 4 листопада 2011 у Wayback Machine.] — «Комплекс Баадера-Майнгоф» — художній фільм, присвячений групі Баадера-Майнгоф. Прем'єра — 18 вересня 2008 (Німеччина). Режисер — Улі Едель (Uli Edel). У ролях: М. Блайбтрой (Андреас Баадер), М. Гедек (Ульріка Майнгоф), Й.Вокалек (Ґудрун Енслін), С.Ліхт (Хорст Малер), Я. Й. Лейферс (Петер Хоман), А.-М. Лара (Петра Шельма), Н. Уль (Бригіта Монгаупт), Н.-Б.Шмідт (Карл Распе) та ін
- «Зганьблена честь Катаріни Блюм» — кінофільм німецьких режисерів Фолькера Шльондорфа і Маргарети фон Тротта. (ФРН, 1975 р.). Екранізація однойменного роману Генріха Белля 1974 року. У фільмі відображена атмосфера паніки в німецькій політиці 1970-х років унаслідок діяльності лівої терористичної організації «Фракція Червоної Армії» (RAF), а також критикується діяльність таблоїдів і т. н. «Жовтої преси» («Bild-Zeitung»).
- Документальний фільм «RAF» з циклу «Міжнародний тероризм»

## РАФ в музиці
- Пісня групи «Електричні Партизани» «Зірка і Автомат» [Архівовано 25 вересня 2016 у Wayback Machine.]
- Пісня німецької панк-групи WIZO «RAF».